# Bärfisar
Bärfisar (Pentatomidae) är en familj av halvvingar som omfattar över 6 000 arter.[källa behövs]

## Utseende och anatomi
Bärfisar är en stor grupp av insekter som har fått sitt namn efter att en del arter sprutar ut en obehagligt luktande vätska för att skrämma bort rovdjur. Den stickande odören kommer av att vätskan innehåller små spår av cyanider. Bärfisar har också en mycket rörlig sugsnabel med stickande och sugande mundelar som de använder till att äta med och långa, känsliga antenner som är ledade i fem segment. Kroppen är oftast ganska platt och ryggskölden är tydligt fyrdelad. Färgerna varierar mycket beroende på art, men många bärfisar, särskilt i tropikerna, är klart färgade i rött, blått och grönt. Längre norrut är de flesta arter mest bruna eller gröna. De varierar i storlek, från ungefär 5 till 45 mm.

## Utbredning
Bärfisar finns över stora delar av världen. De har anpassat sig till många olika miljöer, från tropisk regnskog till torra öknar.

### Förekomst i Sverige
I Sverige finns 30 arter i familjen bärfisar.

## Ekologi
Bärfisar kan vara både rovdjur och växtätare. De arter som är rovdjur tar alla byten som är tillräckligt små eller svaga för att kunna övermannas, oftast mjukhudade djur som larver av olika slag. De sticker bytet med sin sugsnabel och suger i sig av innehållet. Bärfisar som är växtätare suger oftast växtsaft från blad. Flera arter är specialiserade och lever endast på en eller ett par olika växter. De klart färgade arterna lever ofta av växter som smakar illa eller är giftiga. Bärfisen kan dock ta upp dessa ämnen i sin kropp utan att skadas och dess färger är en varning till dess fiender att den inte är lämplig att äta. De flesta arter av bärfisar är ensamlevande, även om de ibland kan samlas i stora mängder där det finns gott om föda. Detta gör att några arter betraktas som skadedjur. Andra arter betraktas som nyttodjur, eftersom de äter andra skadegörare.

### Fortplantning
Bärfisar fortplantar sig när det är gynnsamma förhållanden, särskilt beroende av temperaturen. I varmare delar av världen betyder det att fortplantningstiden kan varierar mycket mellan arterna, vissa fortplantar sig till och med så gott som året runt. I Sverige fortplantar sig bärfisarna under sommaren. Honan och hanen hittar varandra med hjälp av speciella doftämnen, så kallade feromoner. Vissa arter använder också ljudsignaler. Då gnider de benen mot varandra, likt gräshoppor, fast ljudet de frambringar är mycket svagare. När hanen finner en hona uppvisas ofta ett enkelt parningsbeteende, han går runt honan och knuffar försiktigt på henne med huvudet. Parningen sker med bakkropparna vända mot varandra, och på det sättet kan de sedan sitta ihop i flera timmar. Efteråt letar honan upp en lämplig plats att lägga sina ägg på, till exempel ett blad eller en växtstjälk. Många bärfisar är kända för att vårda sin avkomma ovanligt uppmärksamt för att vara insekter. Honorna av flera arter stannar nämligen kvar i närheten av äggen för att vakta dem. När äggen kläcks tar de små ungarna skydd under modern, som kan fortsätta att vakta dem i flera dagar, eller till och med veckor. Bärfisen har så kallad ofullständig metamorfos och dess ungar kallas nymfer. Dessa ömsar hud flera gånger innan de blir fullvuxna insekter.

## Namn
Ett dialektalt namn är skrubba; därav skrubb-bär (hönsbär, Cornus suecica), som har fått sitt namn därför att denna art gärna håller till på denna växt.

## Arter som förekommer i Europa
Arter som förekommer i Europa, enligt Naturkundemuseum i Berlin:

- Acrosternum arabicum Wagner, 1959
- Acrosternum heegeri Fieber, 1861
- Acrosternum malickyi Josifov & Heiss, 1989
- Acrosternum millierei (Mulsant & Rey, 1866)
- Acrosternum rubescens (Noualhier, 1893)
- Aelia acuminata  (Linnaeus, 1758)
- Aelia albovittata Fieber, 1868
- Aelia angusta Stehlik, 1976
- Aelia cognata Fieber, 1868
- Aelia cribrosa Fieber, 1868
- Aelia furcula Fieber, 1868
- Aelia germari Kuster, 1852
- Aelia klugii Hahn, 1833
- Aelia notata Rey, 1887
- Aelia rostrata Boheman, 1852
- Aelia sibirica Reuter, 1884
- Aelia virgata (Herrich-Schäffer, 1841)
- Ancyrosoma leucogrammes (Gmelin, 1790)
- Andrallus spinidens (Fabricius, 1787)
- Antheminia absinthii (Wagner, 1952)
- Antheminia aliena (Reuter, 1891)
- Antheminia lunulata (Goeze, 1778)
- Antheminia pusio (Kolenati, 1846)
- Antheminia varicornis (Jakovlev, 1874)
- Apodiphus amygdali (Germar, 1817)
- Arma custos (Fabricius, 1794)
- Arma insperata Horvath, 1899
- Asaroticus solskyi Jakovlev, 1873
- Bagrada abeillei Puton, 1881
- Bagrada confusa Horvath, 1936
- Bagrada elegans Puton, 1873
- Bagrada funerea Horvath, 1901
- Bagrada hilaris (Burmeister, 1835)
- Bagrada stolida (Herrich-Schäffer, 1839)
- Bagrada turcica Horvath, 1936
- Brachynema cinctum (Fabricius, 1775)
- Brachynema germarii (Kolenati, 1846)
- Brachynema purpureomarginatum (Rambur, 1839)
- Capnoda batesoni Jakovlev, 1889
- Carpocoris coreanus Distant, 1899
- Carpocoris fuscispinus (Boheman, 1850)
- Carpocoris melanocerus (Mulsant & Rey, 1852)
- Carpocoris pudicus (Poda, 1761)
- Carpocoris purpureipennis (De Geer, 1773)
- Chlorochroa juniperina (Linnaeus, 1758)
- Chlorochroa pinicola (Mulsant & Rey, 1852)
- Chlorochroa reuteriana (Kirkaldy, 1909)
- Chroantha ornatula (Herrich-Schäffer, 1842)
- Codophila varia (Fabricius, 1787)
- Crypsinus angustatus (Baerensprung, 1859)
- Derula flavoguttata Mulsant & Rey, 1856
- Dolycoris baccarum (Linnaeus, 1758)
- Dolycoris numidicus Horvath, 1908
- Dryadocoris apicalis (Herrich-Schäffer, 1842)
- Dybowskyia reticulata (Dallas, 1851)
- Dyroderes umbraculatus (Fabricius, 1775)
- Eudolycoris alluaudi (Noualhier, 1893)
- Eurydema cyanea (Fieber, 1864)
- Eurydema dominulus (Scopoli, 1763)
- Eurydema eckerleini Josifov, 1961
- Eurydema fieberi Schummel, 1837
- Eurydema gebleri Kolenati, 1846
- Eurydema herbacea (Herrich-Schäffer, 1833)
- Eurydema lundbaldi Lindberg, 1960
- Eurydema maracandica Oshanin, 1871
- Eurydema nana Fuente, 1971
- Eurydema oleracea (Linnaeus, 1758)
- Eurydema ornata (Linnaeus, 1758)
- Eurydema rotundicollis (Dohrn, 1860)
- Eurydema rugulosa (Dohrn, 1860)
- Eurydema sea Pericart & De la Rosa 2004
- Eurydema spectabilis Horvath, 1882
- Eurydema ventralis Kolenati, 1846
- Eysarcoris aeneus (Scopoli, 1763)
- Eysarcoris ventralis (Westwood, 1837)
- Eysarcoris venustissimus (Schrank, 1776)
- Graphosoma interruptum White, 1839
- Graphosoma italicum (Müller, 1766)
- Graphosoma lineatum (Linnaeus, 1758)
- Graphosoma melanoxanthum Horvath, 1903
- Graphosoma semipunctatum (Fabricius, 1775)
- Halyomorpha halys (Stål, 1855)
- Holcogaster fibulata (Germar, 1831)
- Holcostethus albipes (Fabricius, 1781)
- Holcostethus evae Ribes, 1988
- Holcostethus sphacelatus (Fabricius, 1794)
- Jalla dumosa (Linnaeus, 1758)
- Leprosoma inconspicuum Baerensprung, 1859
- Leprosoma stali Douglas & Scott, 1868
- Leprosoma tuberculatum Jakovlev, 1874
- Macrorhaphis acuta Dallas, 1851
- Mecidea lindbergi Wagner, 1954
- Mecidea pallidissima Jensen-Haarup, 1922
- Menaccarus arenicola (Scholz, 1847)
- Menaccarus deserticola Jakovlev, 1900
- Menaccarus dohrnianus (Mulsant & Rey, 1866)
- Menaccarus turolensis Fuente, 1971
- Mustha spinosula (Lefèbvre, 1831)
- Neostrachia bisignata (Walker, 1867)
- Neottiglossa bifida (A. Costa, 1847)
- Neottiglossa flavomarginata (Lucas, 1849)
- Neottiglossa leporina (Herrich-Schäffer, 1830)
- Neottiglossa lineolata (Mulsant & Rey, 1852)
- Neottiglossa pusilla (Gmelin, 1790)
- Nezara viridula (Linnaeus, 1758)
- Palomena formosa Vidal, 1940
- Palomena prasina (Linnaeus, 1761)
- Palomena viridissima (Poda, 1761)
- Pentatoma rufipes (Linnaeus, 1758)
- Peribalus congenitus Putshkov, 1965
- Peribalus inclusus (Dohrn, 1860)
- Peribalus strictus (Fabricius, 1803)
- Perillus bioculatus (Fabricius, 1775)
- Picromerus bidens (Linnaeus, 1758)
- Picromerus brachypterus Ahmad & Onder, 1990
- Picromerus conformis (Herrich-Schäffer, 1841)
- Picromerus nigridens (Fabricius, 1803)
- Piezodorus lituratus (Fabricius, 1794)
- Piezodorus punctipes Puton, 1889
- Piezodorus teretipes (Stål, 1865)
- Pinthaeus sanguinipes (Fabricius, 1781)
- Podops annulicornis Jakovlev, 1877
- Podops calligerus Horvath, 1887
- Podops curvidens Costa, 1843
- Podops dilatatus Puton, 1873
- Podops inunctus (Fabricius, 1775)
- Podops rectidens Horvath, 1883
- Putonia torrida Stål, 1872
- Rhacognathus punctatus (Linnaeus, 1758)
- Rhaphigaster nebulosa (Poda, 1761)
- Rubiconia intermedia (Wolff, 1811)
- Schyzops aegyptiaca (Lefèbvre, 1831)
- Sciocoris angularis Puton, 1889
- Sciocoris angusticollis Puton, 1895
- Sciocoris conspurcatus Klug, 1845
- Sciocoris convexiusculus Puton, 1874
- Sciocoris cursitans (Fabricius, 1794)
- Sciocoris deltocephalus Fieber, 1861
- Sciocoris distinctus Fieber, 1851
- Sciocoris galiberti Ribaut, 1926
- Sciocoris helferi Fieber, 1851
- Sciocoris hoberlandti Wagner, 1954
- Sciocoris homalonotus Fieber, 1851
- Sciocoris luteolus Fieber, 1861
- Sciocoris macrocephalus Fieber, 1851
- Sciocoris maculatus Fieber, 1851
- Sciocoris microphthalmus Flor, 1860
- Sciocoris modestus Horvath, 1903
- Sciocoris ochraceus Fieber, 1861
- Sciocoris orientalis Linnavuori, 1960
- Sciocoris pallens Klug, 1845
- Sciocoris pentheri Wagner, 1953
- Sciocoris pictus Wagner, 1959
- Sciocoris sideritidis Wollaston, 1858
- Sciocoris sulcatus Fieber, 1851
- Sciocoris umbrinus (Wolff, 1804)
- Sciocoriscanariensis Lindberg, 1953
- Scotinophara sicula (A. Costa, 1841)
- Scotinophara subalpina (Bergroth, 1893)
- Stagonomus amoenus (Brullé, 1832)
- Stagonomus bipunctatus (Linnaeus, 1758)
- Stagonomus devius Seidenstucker, 1965
- Stagonomus grenieri (Signoret, 1865)
- Staria lunata (Hahn, 1835)
- Stenozygum coloratum (Klug, 1845)
- Sternodontus binodulus Jakovlev, 1893
- Sternodontus obtusus Mulsant & Rey, 1856
- Tarisa dimidiatipes Puton, 1874
- Tarisa elevata Reuter, 1901
- Tarisa flavescens Amyot & Serville, 1843
- Tarisa pallescens Jakovlev, 1871
- Tarisa salsolae Kerzhner, 1964
- Tarisa subspinosa (Germar, 1839)
- Tholagmus flavolineatus (Fabricius, 1798)
- Tholagmus strigatus (Herrich-Schäffer, 1835)
- Trochiscocoris hemipterus (Jakovlev, 1879)
- Trochiscocoris rotundatus Horvath, 1895
- Troilus luridus (Fabricius, 1775)
- Ventocoris achivus (Horvath, 1889)
- Ventocoris falcatus (Cyrillus, 1791)
- Ventocoris fischeri (Herrich-Schäffer, 1851)
- Ventocoris halophilum (Jakovlev, 1874)
- Ventocoris modestus (Jakovlev, 1880)
- Ventocoris philalyssum (Kiritshenko, 1916)
- Ventocoris ramburi (Horvath, 1908)
- Ventocoris rusticus (Fabricius, 1781)
- Ventocoris trigonus (Krynicki, 1871)
- Vilpianus galii (Wolff, 1802)
- Zicrona caerulea (Linnaeus, 1758)